# IC 4624
IC 4624 је патуљаста галаксија у сазвјежђу Херкул која се налази на листи објеката дубоког неба у Индекс каталогу.
Деклинација објекта је + 17° 26' 56" а ректасцензија 16h 51m 33,5s. Привидна величина (магнитуда) објекта IC 4624 износи 14,9 а фотографска магнитуда 15,5. IC 4624 је још познат и под ознакама CGCG 110-13, PGC 59131.